# Зависимость доза-эффект в спорте
Зависимость доза-эффект в спорте используется для повышения эффективности спортивной подготовки, она во многом определяет выбор тренировочных средств и методов. В настоящее время многие наиболее интересные и важные результаты исследований в области спортивной физиологии, необходимые как для спорта высших достижений, так и для разнообразных аспектов массово-оздоровительного спорта, получены «на стыке» физиологии со смежными дисциплинами — морфологией, биохимией, биомеханикой, медициной. Выбор физических упражнений для сохранения и укрепления здоровья и уровня подготовленности интересен всем, кто занимается проблемами спорта, в том числе специалистам в области физической реабилитации, а также, здорового образа жизни и долголетия.
Для того чтобы осуществлять мониторинг за воздействием тренировочных нагрузок, тренер и спортсмены должны владеть оперативными методами работы, а также использовать объективные показатели для оценки уровня физической работоспособности и его изменений под воздействием применяемых тренировочных средств. Изменения прироста тренируемой функции в зависимости от объёма выполненных тренировочных нагрузок отражает адаптационные изменения в организме, происходящие в процессе тренировки . Для установления эффективности тренировки на практике, как правило, используется метод составления целевых функций, отражающих зависимость «доза-эффект».
В общем виде доза — это количественная характеристика действия внешнего фактора. При этом уровень воздействия определяется как интенсивностью воздействия, так и его продолжительностью. Гипотеза о том, что произведение концентрации (С) вещества и продолжительности времени (Т), в течение которого оно вводится, производит определённый уровень эффекта приписывается Ф.Габеру (Fritz Haber) Ещё в 1924 году он предположил, что тяжесть последствий для здоровья человека (D) пропорциональна произведению концентрации воздействия (С) и времени воздействия (T): D = С × T . Тот факт, что соотношение между D, С и Т простое и наглядное, привел к популярности закона Ф.Габера у токсикологов.
К середине прошлого века, однако, накопились данные о том, что многие отношения являются более сложными. Например, существуют примеры влияния различных агентов, где эффект более сильно определяется концентрацией, чем продолжительностью воздействия. Нелинейные показатели биологического воздействия потребовали развития специальных методов статистического анализа результатов
Тем не менее, основанная на законе Ф.Хабера концепция, согласно которой средневзвешенное по времени значение воздействия (доза D) является полезной мерой для оценок экспозиции, остается актуальной. Более того, она лежит в основе многих современных стандартов, методик и руководств в области экологии и гигиены (например —  гигиены труда]).

## Краткая история вопроса
Физиология спорта — относительно новое направление в мире науки. До конца 19 в. главная цель физиологов заключалась в получении информации, имеющей клиническое значение. Проблема реакции организма на физические нагрузки практически не изучалась. Первый учебник по физиологии спорта «Физиология физического упражнения» был написан Ф.ЛаГранжем  . В нём была предпринята попытка осветить такие, вполне современно звучащие, темы, как «Мышечная работа», «Усталость», «Привыкание к работе», «Функция мозга при нагрузке».
К началу 20 в. появилось множество теорий, объясняющих источник энергии, обеспечивающей мышечное сокращение. Поскольку для него требуется много энергии, мышечная ткань послужила идеальной моделью для понимания клеточного метаболизма. В 1922 г. А. В. Хилл (Archibald Vivian Hill) получил Нобелевскую премию за исследования энергетического метаболизма. В тот период времени биохимия находилась в самом начале своего развития, однако она быстро завоевывала признание благодаря усилиям таких ученых, лауреатов Нобелевской премии, как А.Сенф-Дьёрди (Albert Szent-Györgyi), О. Ф. Мейергоф (Otto Fritz Meyerhof), А.Крог (Schack August Steenberg Krogh) и Х. А. Кребс (Hans Adolf Krebs), активно изучавших проблему выработки энергии живыми клетками.
Мнение о необходимости регулярной физической деятельности для поддержания оптимального состояния здоровья существовало с середины 19 в., однако только в конце 60-х годов 20 в. оно стало общепризнанным. Последующие исследования доказали значение физических нагрузок для противодействия физическому спаду, обусловленному процессом старения. Осознание потребности в физической деятельности способствовало пониманию важности превентивной медицины и необходимости разработки программ для поддержания и укрепления здоровья.
В книге К.Купера «Аэробика» , опубликованной в 1968 г., дано физиологическое обоснование целесообразности использования физических нагрузок для обеспечения здорового образа жизни.
Хотя физиологии физических нагрузок нельзя ставить в заслугу современное движение за сохранение здоровья, тем не менее именно она обеспечила основной комплекс знаний и обоснование включения физических нагрузок как неотъемлемого компонента здорового образа жизни, а также заложила основы науки о значении физических нагрузок для больных и здоровых.

## Доза физических нагрузок
При проведении исследований физиологических реакций, необходимо контролировать величину физического усилия с тем, чтобы обеспечить определённую постоянную интенсивность работы. Как правило, это осуществляется с помощью эргометров. В общем случае эргометр (греч. эрго — работа; метр — мера) представляет собой прибор, позволяющий контролировать (стандартизировать) и измерять количество и интенсивность физической работы, выполняемой человеком. Существует несколько основных типов таких устройств.

#### Велоэргометры
Велоэргометры — наиболее подходящие приборы для оценки изменений субмаксимальной физиологической реакции до и после тренировки у испытуемых. Затраты энергии на велоэргометре не зависит от массы тела. При работе на велоэргометре верхняя часть туловища практически остается неподвижной, что позволяет с большей точностью измерять кровяное давление, при необходимости — облегчает процесс взятия проб крови при физических нагрузках.

#### Тредбаны
являются эргометрами, выбирим числом исследователей и врачей. Интенсивность работы на тредбанах контролируется естественно: если не поддерживать нужную скорость, испытуемый попросту «сходит» с тредбана. Ходьба на тредбане является естественным видом физической активности, поэтому испытуемые легко приспосабливаются к ней. На тредбанах обычно достигают более высоких пиковых показателей почти всех измеряемых физиологических переменных, таких, как пульс, вентиляция легких и потребление кислорода. Недостатком тредбана является зависимость результатов от массы тела, на нём трудно точно измерить давление крови во время тренировки и пр.

#### Другие эргометры
позволяют спортсменам, занимающимся определёнными видами спорта, пройти тестирование в форме, близкой к тренировочному или соревновательному процессу. Здесь можно указать на ручные эргометры для тестирования спортсменов, которые в своей физической деятельности используют в основном руки и плечи (например, пловцов), гребной эргометр, предназначенный для тестирования гребцов и пр.

## Эффект физических нагрузок
В общем виде эффект — это реакция организма на физические нагрузки. То, что наблюдается непосредственно после нагрузки — это срочная адаптация. Именно немедленная реакция организма на отдельный цикл нагрузки представляет интерес при изучении срочной адаптации. Постоянная адаптация — это то, что происходит в организме, когда он сталкивается с повторяющимися циклами физических нагрузок. Например, изменения функции сердечно-сосудистой системы после длительных тренировочных нагрузок на развитие выносливости.
Физиологическая адаптация вследствие постоянных физических упражнений повышает способность выполнять физическую нагрузку. При силовых тренировках увеличивается сила мышц, при аэробных — повышается эффективность функционирования сердца и легких, а также увеличивается выносливость организма. Эти адаптации специфичны для различных типов тренировочных нагрузок.
Кроме того, адаптация разных испытуемых к одной и той же программе нагрузок будет разной. Колебания интенсивности клеточного развития, обмена веществ, а также нервной и эндокринной регуляции обусловливают значительные индивидуальные различия. Именно эти различия объясняют, почему у одних людей наблюдаются значительные улучшения после занятий по определённой программе тренировочных нагрузок, а у других после такой же программы улучшения минимальны или их вообще нет. Именно поэтому любая программа тренировочных нагрузок должна учитывать специфические потребности и способности отдельных испытуемых.
Некоторые физиологические переменные можно контролировать во время выполнения физической нагрузки, причем некоторые из них можно точно измерить, не нарушая физическую деятельность. Например, средства радиотелеметрии можно использовать во время выполнения физической нагрузки для контроля
• деятельности сердца (пульс и электрокардиограмма);
• частоты дыхания;
• внутренней температуры и температуры кожи;
• мышечной деятельности (электромиограмма).
Последние разработки позволяют даже непосредственно контролировать потребление кислорода во время произвольной физической деятельности за пределами исследовательской лаборатории.

## Зависимость доза-эффект
При изучении зависимости результатов спортивных тренировок от режима тренировочных нагрузок широко используются хорошо разработанные в эпидемиологии методы анализа связей между причиной (болезнетворным агентом) и следствием (болезнью).
Два основных типа исследований применяются в спортивной медицине :
· — исследования типа «случай-контроль», предусматривающие сравнение состояния группы лиц, экспонированных ранее к изучаемому фактору, и контрольной группы, не подвергавшихся такому воздействию;
· — когортные исследования, предусматривающие длительные наблюдения над группой лиц, подвергающихся какому-либо воздействию, с целью выявления в ней случаев реакции на это воздействие.
Длительные когортные обследования, как правило, более информативны для изучения проблемы. Однако, не всегда есть возможность осуществить их из-за их затратности, поэтому иногда приходится ограничиваться единовременными обследованиями типа «случай-контроль».
Исследования могут проводиться в лабораторных и полевых условиях. В лабораторных условиях обеспечивается тщательный контроль большинства переменных. Кроме того, используется наиболее совершенная и точная аппаратура. Исследования, проводимые в полевых условиях, не обеспечивают такой же контроль переменных и не позволяют использовать совершенную аппаратуру. Вместе с тем в полевых условиях физическая деятельность испытуемых, как правило, более естественна, чем в лабораторных. Каждый метод имеет свои преимущества и недостатки, поэтому довольно часто в исследованиях сочетают оба метода, что позволяет получить более точную информацию .